# Флавий Цецина Деций Василий
Фла́вий Цеци́на Де́ций Васи́лий (лат. Flavius Caecina Decius Basilius, годы деятельности 458—468) — политический деятель Западной Римской империи, консул 463 года.

## Биография
Принадлежал к итальянской знати, был членом влиятельного рода Цецин.
Василий был преторианским префектом Италии в 458 году при императоре Майориане, а при императоре Либии Севере консулом 463 года и преторианским префектом до 465 года.
Сидоний Аполлинарий, посетивший Рим в 467 году, называет его одним из двух самых влиятельных людей Рима вместе с Геннадием Авиеном. Сидоний просил у него содействия в передаче петиции императору Прокопию Антемию, и Василий посоветовал ему написать панегирик в честь императора.
Василий имел трех сыновей, все они стали консулами: Цецина Маворций Василий Деций (консул 486 года), Деций Марий Венанций Василий (консул 484 года), и Василий Юниор (консул 480 года).